# Gryposaurus
Gryposaurus (que significa "lagarto de nariz adunco (do grego grypos)"; às vezes traduzido incorretamente como "lagarto grifo (latim gryphus)") era um gênero de dinossauro bico de pato que viveu há cerca de 80 a 75 milhões de anos, no final do Cretáceo (final do estágio Santoniano ao final do Campaniano) da América do Norte. As espécies nomeadas de Gryposaurus são conhecidas da Formação Dinosaur Park em Alberta, Canadá, e duas formações nos Estados Unidos: a parte inferior da Formação Two Medicine em Montana e a Formação Kaiparowits de Utah. Uma possível espécie adicional da Formação Javelina no Texas pode estender o alcance temporal do gênero até há 66 milhões de anos.
Gryposaurus é semelhante ao Kritosaurus, e por muitos anos os dois foram considerados sinônimos. É conhecido por numerosos crânios, alguns esqueletos e até algumas impressões de pele que mostram que ele tinha escamas piramidais que se projetavam ao longo da linha média das costas. É mais facilmente distinguido de outros bicos de pato por sua corcova nasal estreita e arqueada, às vezes descrita como semelhante a um "nariz romano" e que pode ter sido usada para identificação de espécies ou sexo e/ou combate com indivíduos da mesma espécie. Um grande herbívoro bípede / quadrúpede com cerca de 9 metros de comprimento, pode ter sido um animal que vivia em ribeiras.

## Descoberta

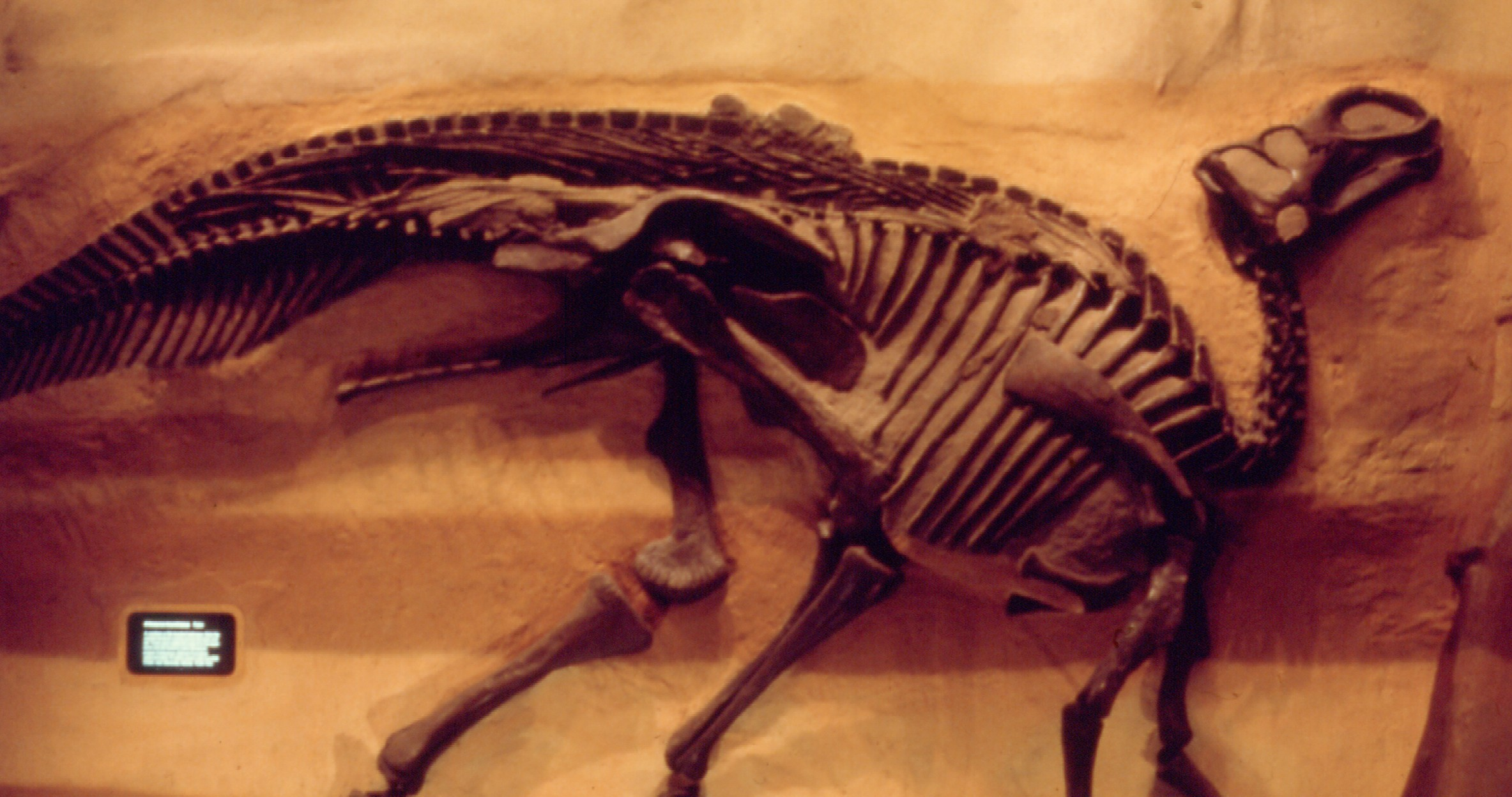
G. notabilis (anteriormente G. incurvimanus), coletado em 1918

O Gryposaurus é baseado no espécime NMC 2278, um crânio e esqueleto parcial coletados em 1913 por George F. Sternberg no que hoje é conhecido como a Formação Dinosaur Park de Alberta, ao longo do rio Red Deer. Este espécime foi descrito e nomeado por Lawrence Lambe logo depois, chamando a atenção para sua crista nasal incomum. Alguns anos antes, Barnum Brown havia coletado e descrito um crânio parcial do Novo México, que ele chamou de Kritosaurus. Este crânio não tinha o focinho, que havia se erodido em fragmentos; Brown o restaurou após o bico de pato agora conhecido como Edmontosaurus annectens, que era de cabeça achatada, e acreditava que algumas peças incomuns eram evidência de compressão. A descrição de Lambe do Gryposaurus forneceu evidências de um tipo diferente de configuração do crânio, e em 1916 o crânio do Kritosaurus foi refeito com um arco nasal e tanto Brown quanto Charles Gilmore propuseram que Gryposaurus e Kritosaurus eram o mesmo. Esta ideia foi refletida na nomeação de William Parks de um esqueleto quase completo da Formação Dinosaur Park como Kritosaurus incurvimanus, não Gryposaurus incurvimanus (embora ele tenha deixado Gryposaurus notabilis em seu próprio gênero). A comparação direta entre Kritosaurus incurvimanus e Gryposaurus notabilis é dificultada pelo fato de que o espécime do tipo incurvimanus não possui a parte frontal do crânio, de modo que a forma completa do arco nasal não pode ser vista. A publicação de 1942 da influente monografia Lull e Wright sobre hadrossauros selou a questão Kritosaurus/Gryposaurus por quase cinquenta anos em favor do Kritosaurus. As revisões iniciadas na década de 1990, no entanto, questionaram a identidade do Kritosaurus navajovius, que tem material limitado para comparação com outros bicos de pato.

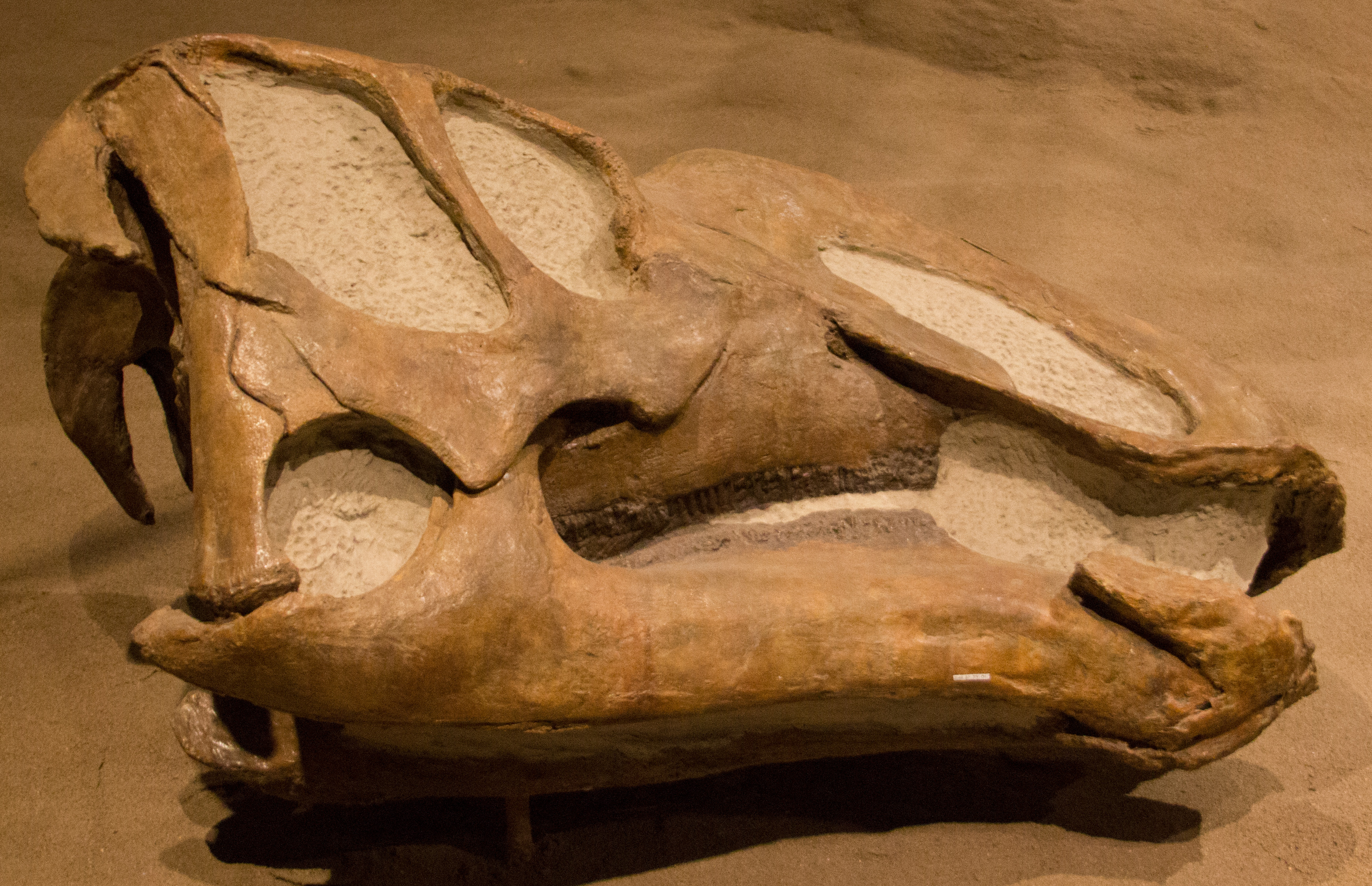
Crânio, Museu Real Tyrrell de Paleontologia

Esta situação torna-se mais confusa por velhas sugestões de alguns autores, incluindo Jack Horner, que Hadrosaurus também é o mesmo que Gryposaurus, Kritosaurus, ou ambos. Essa hipótese era mais comum no final dos anos 1970 e início dos anos 1980, e aparece em alguns livros populares; um trabalho bem conhecido, The Illustrated Encyclopedia of Dinosaurs, usa Kritosaurus para o material canadense (Gryposaurus), mas identifica o esqueleto montado de K. incurvimanus como Hadrosaurus em uma legenda de foto. Embora Horner em 1979 tenha usado a nova combinação "Hadrosaurus" [Kritosaurus] notabilis para um crânio e esqueleto parcial e um segundo esqueleto menos completo do Bearpaw Shale de Montana (que desde então não aparece mais na literatura), em 1990 ele mudou de posição e foi um dos primeiros a usar novamente o Gryposaurus conforme o retratado. O pensamento atual é que o Hadrosaurus, embora conhecido a partir de material fragmentado, pode ser distinguido do Gryposaurus por diferenças na parte superior do braço e no ílio.
Pesquisas posteriores revelaram a presença de uma segunda espécie, G. latidens, de rochas ligeiramente mais antigas em Montana do que as localidades clássicas de Gryposaurus de Alberta. Com base em duas partes de um esqueleto coletado em 1916 para o Museu Americano de História Natural, G. latidens também é conhecido a partir de material ósseo. Horner, que descreveu os espécimes, considerou-a uma espécie menos derivada.
Novo material da Formação Kaiparowits de Utah, no Monumento Nacional Grand Staircase-Escalante, inclui um crânio e esqueleto parcial que representam a espécie G. monumentensis. Seu crânio era mais robusto que o das outras espécies, e seu predentário tinha pontas alargadas ao longo de sua margem superior, onde se assentava o bico da mandíbula inferior. Esta nova espécie expande grandemente o alcance geográfico deste gênero, e pode haver uma segunda espécie presente, mais levemente constítuida, também. Múltiplas espécies de Gryposaurus são conhecidas da Formação Kaiparowits, representadas por restos cranianos e pós-cranianos, e eram maiores do que suas contrapartes do norte.
No Texas, especificamente na Formação Javelina e na Formação El Picacho, restos indeterminados de hadrossauros semelhantes a Kritosaurus e Gryposaurus foram desenterrados por décadas, mas nenhum foi considerado identificável como um determinado gênero de hadrossauro, mas se assemelham a algumas espécies de Kritosaurini ou em pelo menos algumas espécies de Kritosaurus. No entanto, em 2016, uma possível quarta espécie válida de Gryposaurus chamada G. alsatei, que recebeu o nome de Alsate, que foi o último líder dos Apaches Mescalero, foi desenterrada na Formação Javelina no Texas. Mais pesquisas são necessárias para confirmar sua validade.

### Espécies

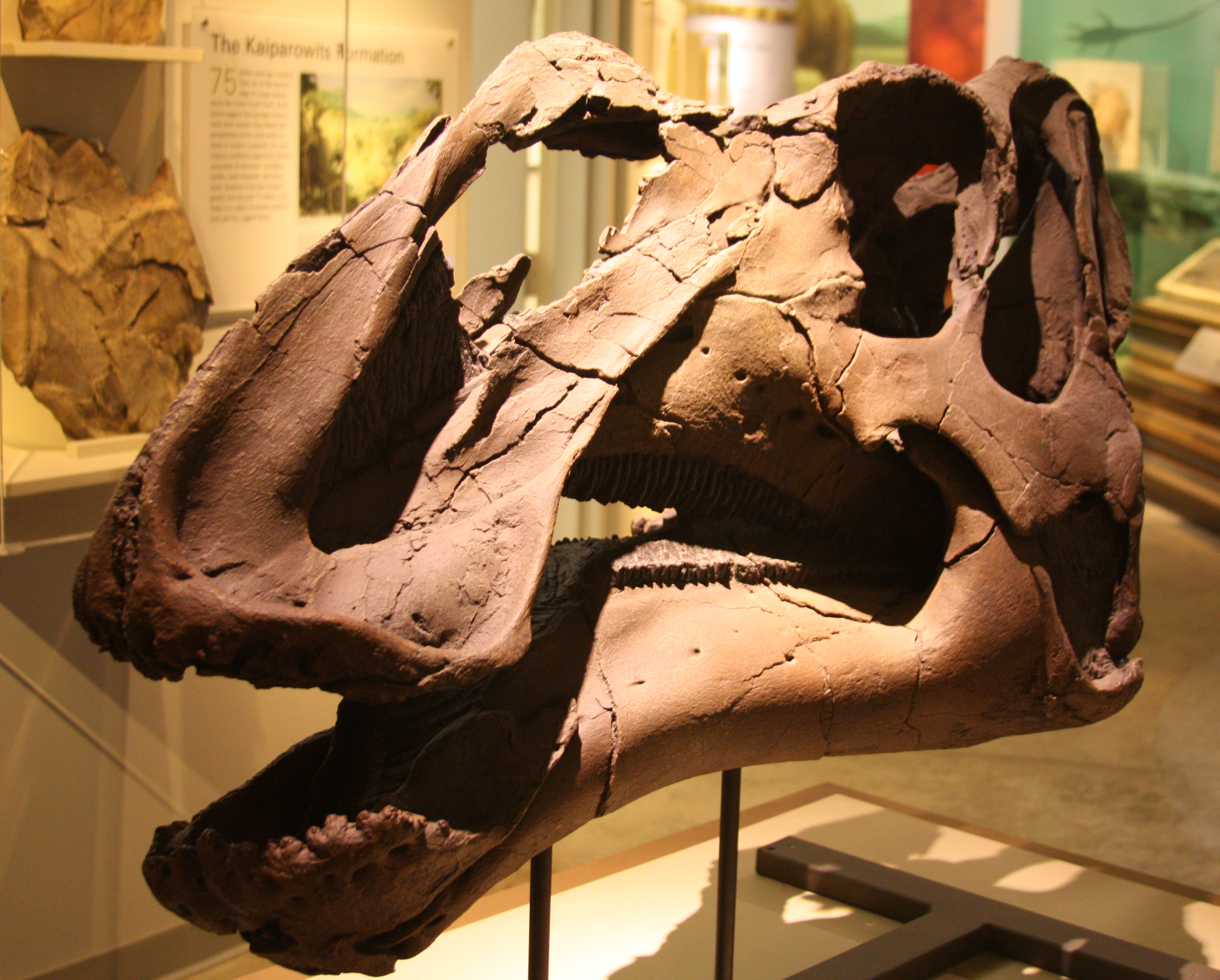
Crânio de G. monumentensis

A partir de 2016, existem atualmente três espécies nomeadas que são reconhecidas como válidas hoje: G. notabilis, G. latidens e G. monumentensis. A espécie-tipo G. notabilis é da Formação Dinosaur Park do estágio Campaniano do Cretáceo Superior de Alberta, Canadá. Pensa-se agora que outra espécie da mesma formação, Kritosaurus incurvimanus (também conhecido como Gryposaurus incurvimanus), é sinônimo de G. notabilis. Os dois foram diferenciados pelo tamanho do arco nasal (maior e mais próximo dos olhos em G. notabilis) e pela forma do braço (mais longo e mais robusto em K. incurvimanus). Dez crânios completos e doze crânios fragmentados são conhecidos por G. notabilis junto como o esqueleto pós-craniano, bem como com dois esqueletos com crânios que foram atribuídos a K. incurvimanus. G. latidens, do final do Santoniano–início do Campaniano da parte baixa da Formação Two Medicine, do Condado de Pondera, Montana, EUA, é conhecido a partir de crânios e esqueletos parciais de vários indivíduos. Seu arco nasal é proeminente como o de G. notabilis, mas mais à frente no focinho, e seus dentes são menos derivados, refletindo características semelhantes a iguanodontes. O nome informal "Hadrosauravus" é um nome antigo e não utilizado para esta espécie. G. monumentensis é conhecido a partir de um crânio e esqueleto parcial de Utah. Este foi listado em segundo lugar na lista das 10 principais espécies novas em 2008 pelo Instituto Internacional para Exploração de Espécies. Recentemente, uma possível quarta espécie de Gryposaurus, Gryposaurus alsatei, foi desenterrada na Formação Javelina, que data do final do Maastrichtiano, juntamente com uma espécie sem nome de Kritosaurus e um saurolophino não descrito que se assemelha muito ao Saurolophus, mas com uma crista mais sólida..
O duvidoso hadrossaurídeo Stephanosaurus marginatus foi considerado uma possível espécie de Kritosaurus, seguindo a sinonímia de Gryposaurus com Kritosaurus. No entanto, esta sinonímia foi rejeitada na edição de 2004 do Dinosauria, com Stephanosaurus sendo tabulado como duvidoso.

## Descrição

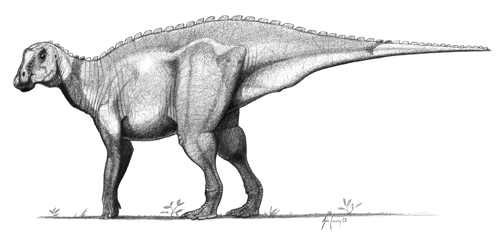
Representação artística do G. notabilis

Gryposaurus era um hadrossaurídeo de tamanho e forma típicos; um dos melhores espécimes deste gênero, o espécime tipo quase completo de Kritosaurus incurvimanus (agora considerado sinônimo de Gryposaurus notabilis) veio de um animal com cerca de 8,2 metros de comprimento. Este espécime também tem o melhor exemplo de impressões de pele para Gryposaurus, mostrando que este dinossauro teve vários tipos diferentes de escalação: escudos piramidais, sulcados, em forma de lapa com mais de 3,8 centímetros de comprimento no flanco e cauda; escamas poligonais uniformes no pescoço e nas laterais do corpo; e estruturas piramidais, achatadas lado a lado, com lados canelados, mais longos do que altos e encontrados ao longo da parte superior das costas em uma única linha na linha média.
As três espécies nomeadas de Gryposaurus diferem nos detalhes do crânio e da mandíbula inferior. O arco nasal proeminente encontrado neste gênero é formado a partir dos ossos nasais pareados. Na vista de perfil, eles se elevam em uma protuberância arredondada na frente dos olhos, atingindo uma altura tão alta quanto o ponto mais alto da parte de trás do crânio. O esqueleto é conhecido em grande detalhe, tornando-se um ponto de referência útil para outros esqueletos de bico de pato.

## Classificação
Gryposaurus era um membro de Saurolophinae (Hadrosaurinae de referências mais antigas) hadrossaurídeo, um membro da subfamília bico de pato sem cristas de cabeça ocas. O termo geral "Gryposaurus" às vezes é usado para bicos de pato com nasais arqueadas. Pensava-se que Tethyshadros também se enquadrava neste grupo, antes de ser descrito (então conhecido sob o apelido de "Antonio"). Uma subfamília, Gryposaurinae, foi cunhada por Jack Horner como parte de uma revisão maior que promoveu Hadrosaurinae ao status de família, mas não está em uso agora. Um equivalente aproximado é Kritosaurini, usado por Alberto Prieto-Márquez. Kritosaurus foi proposto como sinônimo de Gryposaurus, mas é um pouco mais jovem. Além disso, enquanto o crânio do Kritosaurus é incompletamente conhecido, faltando a maioria dos ossos na frente dos olhos, era muito semelhante ao do Gryposaurus.

Comparação de tamanho de três espécies de Gryposaurus.

O seguinte é um cladograma baseado na análise filogenética realizada por Prieto-Márquez e Wagner em 2012, mostrando as relações de Gryposaurus entre os outros kritosaurinos:
|  | Gryposaurus latidens                                                                |
|  |                                                                                     |
|  | \| \| Gryposaurus notabilis \| \| \| \| \| \| Gryposaurus monumentensis \| \| \| \| |
|  |                                                                                     |
|  | Gryposaurus notabilis                                                               |
|  |                                                                                     |
|  | Gryposaurus monumentensis                                                           |
|  |                                                                                     |

|  | Gryposaurus notabilis     |
|  |                           |
|  | Gryposaurus monumentensis |
|  |                           |

|  | Espécies sem nome de Big Bend                                 |
|  |                                                               |
|  | \| \| Secernosaurus \| \| \| \| \| \| Willinakaqe \| \| \| \| |
|  |                                                               |
|  | Secernosaurus                                                 |
|  |                                                               |
|  | Willinakaqe                                                   |
|  |                                                               |

|  | Secernosaurus |
|  |               |
|  | Willinakaqe   |
|  |               |

|  | Gryposaurus latidens                                                                |
|  |                                                                                     |
|  | \| \| Gryposaurus notabilis \| \| \| \| \| \| Gryposaurus monumentensis \| \| \| \| |
|  |                                                                                     |
|  | Gryposaurus notabilis                                                               |
|  |                                                                                     |
|  | Gryposaurus monumentensis                                                           |
|  |                                                                                     |

|  | Gryposaurus notabilis     |
|  |                           |
|  | Gryposaurus monumentensis |
|  |                           |

|  | Espécies sem nome de Big Bend                                 |
|  |                                                               |
|  | \| \| Secernosaurus \| \| \| \| \| \| Willinakaqe \| \| \| \| |
|  |                                                               |
|  | Secernosaurus                                                 |
|  |                                                               |
|  | Willinakaqe                                                   |
|  |                                                               |

|  | Secernosaurus |
|  |               |
|  | Willinakaqe   |
|  |               |

|  | Gryposaurus latidens                                                                |
|  |                                                                                     |
|  | \| \| Gryposaurus notabilis \| \| \| \| \| \| Gryposaurus monumentensis \| \| \| \| |
|  |                                                                                     |
|  | Gryposaurus notabilis                                                               |
|  |                                                                                     |
|  | Gryposaurus monumentensis                                                           |
|  |                                                                                     |

|  | Gryposaurus notabilis     |
|  |                           |
|  | Gryposaurus monumentensis |
|  |                           |

|  | Espécies sem nome de Big Bend                                 |
|  |                                                               |
|  | \| \| Secernosaurus \| \| \| \| \| \| Willinakaqe \| \| \| \| |
|  |                                                               |
|  | Secernosaurus                                                 |
|  |                                                               |
|  | Willinakaqe                                                   |
|  |                                                               |

|  | Secernosaurus |
|  |               |
|  | Willinakaqe   |
|  |               |

|  | Gryposaurus latidens                                                                |
|  |                                                                                     |
|  | \| \| Gryposaurus notabilis \| \| \| \| \| \| Gryposaurus monumentensis \| \| \| \| |
|  |                                                                                     |
|  | Gryposaurus notabilis                                                               |
|  |                                                                                     |
|  | Gryposaurus monumentensis                                                           |
|  |                                                                                     |

|  | Gryposaurus notabilis     |
|  |                           |
|  | Gryposaurus monumentensis |
|  |                           |

|  | Espécies sem nome de Big Bend                                 |
|  |                                                               |
|  | \| \| Secernosaurus \| \| \| \| \| \| Willinakaqe \| \| \| \| |
|  |                                                               |
|  | Secernosaurus                                                 |
|  |                                                               |
|  | Willinakaqe                                                   |
|  |                                                               |

|  | Secernosaurus |
|  |               |
|  | Willinakaqe   |
|  |               |

|  | Gryposaurus latidens                                                                |
|  |                                                                                     |
|  | \| \| Gryposaurus notabilis \| \| \| \| \| \| Gryposaurus monumentensis \| \| \| \| |
|  |                                                                                     |
|  | Gryposaurus notabilis                                                               |
|  |                                                                                     |
|  | Gryposaurus monumentensis                                                           |
|  |                                                                                     |

|  | Gryposaurus notabilis     |
|  |                           |
|  | Gryposaurus monumentensis |
|  |                           |

|  | Espécies sem nome de Big Bend                                 |
|  |                                                               |
|  | \| \| Secernosaurus \| \| \| \| \| \| Willinakaqe \| \| \| \| |
|  |                                                               |
|  | Secernosaurus                                                 |
|  |                                                               |
|  | Willinakaqe                                                   |
|  |                                                               |

|  | Secernosaurus |
|  |               |
|  | Willinakaqe   |
|  |               |

|  | Gryposaurus latidens                                                                |
|  |                                                                                     |
|  | \| \| Gryposaurus notabilis \| \| \| \| \| \| Gryposaurus monumentensis \| \| \| \| |
|  |                                                                                     |
|  | Gryposaurus notabilis                                                               |
|  |                                                                                     |
|  | Gryposaurus monumentensis                                                           |
|  |                                                                                     |

|  | Gryposaurus notabilis     |
|  |                           |
|  | Gryposaurus monumentensis |
|  |                           |

|  | Espécies sem nome de Big Bend                                 |
|  |                                                               |
|  | \| \| Secernosaurus \| \| \| \| \| \| Willinakaqe \| \| \| \| |
|  |                                                               |
|  | Secernosaurus                                                 |
|  |                                                               |
|  | Willinakaqe                                                   |
|  |                                                               |

|  | Secernosaurus |
|  |               |
|  | Willinakaqe   |
|  |               |

|  | Gryposaurus latidens                                                                |
|  |                                                                                     |
|  | \| \| Gryposaurus notabilis \| \| \| \| \| \| Gryposaurus monumentensis \| \| \| \| |
|  |                                                                                     |
|  | Gryposaurus notabilis                                                               |
|  |                                                                                     |
|  | Gryposaurus monumentensis                                                           |
|  |                                                                                     |

|  | Gryposaurus notabilis     |
|  |                           |
|  | Gryposaurus monumentensis |
|  |                           |

|  | Espécies sem nome de Big Bend                                 |
|  |                                                               |
|  | \| \| Secernosaurus \| \| \| \| \| \| Willinakaqe \| \| \| \| |
|  |                                                               |
|  | Secernosaurus                                                 |
|  |                                                               |
|  | Willinakaqe                                                   |
|  |                                                               |

|  | Secernosaurus |
|  |               |
|  | Willinakaqe   |
|  |               |

|  | Gryposaurus latidens                                                                |
|  |                                                                                     |
|  | \| \| Gryposaurus notabilis \| \| \| \| \| \| Gryposaurus monumentensis \| \| \| \| |
|  |                                                                                     |
|  | Gryposaurus notabilis                                                               |
|  |                                                                                     |
|  | Gryposaurus monumentensis                                                           |
|  |                                                                                     |

|  | Gryposaurus notabilis     |
|  |                           |
|  | Gryposaurus monumentensis |
|  |                           |

|  | Espécies sem nome de Big Bend                                 |
|  |                                                               |
|  | \| \| Secernosaurus \| \| \| \| \| \| Willinakaqe \| \| \| \| |
|  |                                                               |
|  | Secernosaurus                                                 |
|  |                                                               |
|  | Willinakaqe                                                   |
|  |                                                               |

|  | Secernosaurus |
|  |               |
|  | Willinakaqe   |
|  |               |

## Paleobiologia

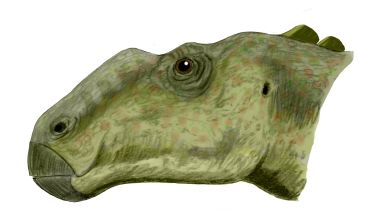
Restauração da cabeça do G. notabilis.

Como um hadrossaurídeo, o Gryposaurus teria sido um herbívoro bípede/quadrúpede, comendo uma variedade de plantas. Seu crânio tinha articulações especiais que permitiam um movimento de trituração análogo à mastigação, e seus dentes eram continuamente substituídos e embalados em baterias dentais que continham centenas de dentes, dos quais apenas um punhado relativo estava em uso a qualquer momento. O material vegetal teria sido cortado por seu bico largo e mantido nas mandíbulas por um órgão semelhante a uma bochecha. Seu alcance de alimentação era em torno de até 4 m acima do solo, dependendo do tamanho das árvores. Os paleontólogos que desenterraram o G. monumentensis nos anos 2000 trouxeram o fato de que essa criatura se alimentava de material vegetal resistente e fibroso, o que implicaria que os Gryposaurus eram tanto um praticante de pastoreio quanto um comedor de arbustos.
Como outros dinossauros com quadris de pássaros da Formação Dinosaur Park, o Gryposaurus parece ter existido apenas durante parte do tempo em que as rochas estavam sendo formadas. À medida que a formação estava sendo estabelecida, registrou uma mudança para condições mais influenciadas pelo mar. Gryposaurus está ausente da parte superior da formação, com Prosaurolophus presente em seu lugar. Outros dinossauros conhecidos apenas da parte inferior da formação incluem o Centrosaurus com chifres e o Corythosaurus bico de pato com crista oca. O Gryposaurus pode ter configurações preferenciais relacionadas ao rio.

### Arco nasal
O arco nasal distinto do Gryposaurus, como outras modificações cranianas em bicos de pato, pode ter sido usado para uma variedade de funções sociais, como identificação de sexos ou espécies e classificação social. Também poderia ter funcionado como uma ferramenta para empurrar ou dar cabeçadas em competições sociais, e pode ter havido sacos de ar infláveis flanqueando-o para sinalização visual e auditiva. O topo do arco é áspero em alguns espécimes, sugerindo que estava coberto por uma pele espessa, queratinaizada, ou que havia uma extensão cartilaginosa.

## Paleoecologia

### Utah

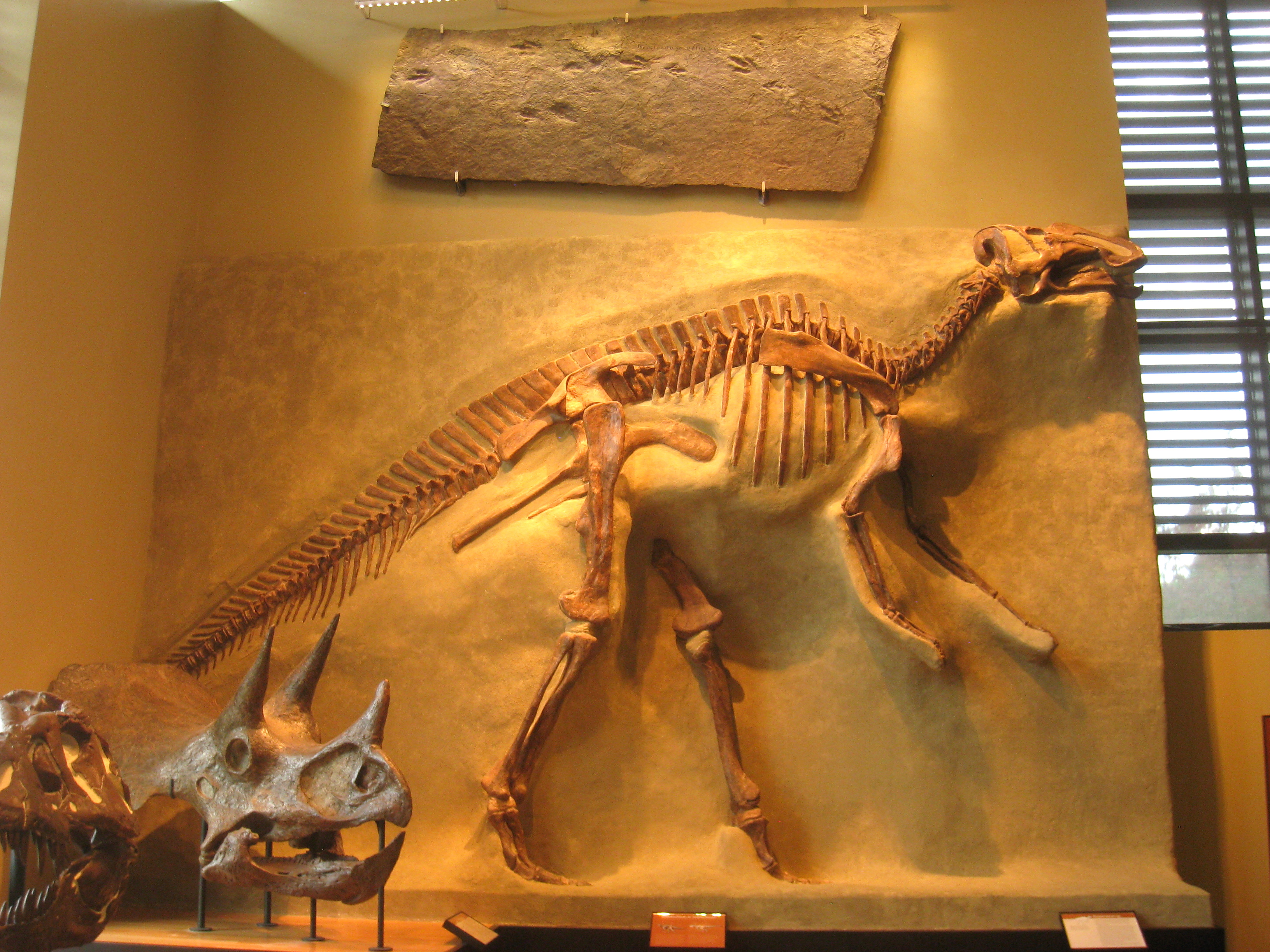
Esqueleto no Museu de História Natural do Amherst College

A datação radiométrica argônio-argônio indica que a Formação Kaiparowits foi depositada há entre 76,1 e 74,0 milhões de anos, durante o estágio Campaniano do período Cretáceo Superior. Durante este período, o local da Formação estava localizado perto da costa ocidental do Mar Interior Ocidental, um grande mar interior que dividia a América do Norte em duas massas de terra, Laramidia a oeste e Appalachia a leste. O planalto onde os dinossauros viviam era uma antiga planície de inundação dominada por grandes canais e abundantes pântanos de turfa, lagoas e lagos, e era cercado por terras altas. O clima era chuvoso e úmido, e suportava uma gama abundante e diversificada de organismos. Esta formação contém um dos melhores e mais contínuos registros da vida terrestre do Cretáceo Superior no mundo.
Gryposaurus monumentensis compartilhou seu paleoambiente com outros dinossauros, como terópodes dromaeossaurídeos, o troodontídeo Talos sampsoni, ornitomimídeos como Ornithomimus velox, tiranossaurídeos como Albertosaurus e Teratophoneus, anquilossaurídeos blindados, o hadrossauro bico de pato Parasaurolophus cyrtocristatus, os ceratopsianos Utahceratops gettyi, Nasutoceratops titusi e Kosmoceratops richardsoni o oviraptorossauro Hagryphus giganteus. Outras paleofaunas presentes na Formação Kaiparowits incluíram chondrichthyes (tubarões e raias), sapos, salamandras, tartarugas, lagartos e crocodilianos. Uma variedade de mamíferos primitivos estava presente, incluindo multituberculados, marsupiais e insetívoros.